# Erycibe obtusifolia
Erycibe obtusifolia är en vindeväxtart som beskrevs av George Bentham. Erycibe obtusifolia ingår i släktet Erycibe och familjen vindeväxter. Inga underarter finns listade i Catalogue of Life.